# Hendrik A. Seyffardt
Hendrik Alexander Seyffardt, nizozemski general, * 1. november 1872, Breda, † 6. februar 1943.